# ۵ ذی‌القعده
۵ ذیقعده، چهارمین روز از ماه ذیقعده در تقویم هجری قمری است.
در تقویم هجری قمری قراردادی این روز دویست و سیمین روز سال است.

## وقایع
- تجدید بنای خانه کعبه توسط ابراهیم پیامبر

## درگذشتگان
- ۶۶۴- سیدبن طاووس عالم و محدث شیعه
- ۷۶۱ - ابن هشام انصاری، زبان‌شناس، فقیه، ادیب و نویسنده مصری.
- ۱۲۷۰ - شهاب‌الدین آلوسی، فقیه شافعی و مفسر عراقی.
- ۱۳۰۳ - آنتون صقال، شاعر و ترانه‌سرای سوری.
- ۱۳۴۹-میرزا یحیی مدرس اصفهانی، عالم، ادیب وصاحب دیوان اشعار با حدود شش هزار بیت شامل  مدیحه سرایی و اشعار آیینی